# Sakabe Kōhan
Pour les articles homonymes, voir Kohan.
Sakabe Kōhan est un nom japonais traditionnel ; le nom de famille (ou le nom d'école), Sakabe, précède donc le prénom (ou le nom d'artiste).
Sakabe Kōhan (坂部 廣胖), 1759 – 16 septembre 1824, est un mathématicien japonais de l'époque d'Edo.

## Biographie
Sakabe sert pendant un certain temps dans le service d'incendie du shogunat, mais il démissionne de cette position pour devenir un rōnin ou samouraï sans maître. Il consacre le reste de sa vie à l'étude, à l'enseignement et à la promotion de l'enseignement des mathématiques au Japon.
Sakabe est élève de Ajima Naonobu,.
Sakabe étudie certaines œuvres européennes et chinoises qui sont parues au Japon, mais sa méthode générale est par la suite interprétée comme innovante, clarifiée et ainsi améliorée. L'influence étrangère se montre indirectement dans une partie de son travail publié.
Son Sampo Tenzan Shinan-roku (« Traité sur l'algèbre Tenzan ») en 1810 est le premier ouvrage publié au Japon qui propose l'utilisation des  tables de logarithmes. Il explique que « ces tables économisent beaucoup de travail, [mais] elles sont peu connues pour la raison qu'ils n'ont jamais été imprimés dans notre pays ». La proposition de Sakabe ne se réalise que vingt ans après sa mort lorsque la première grande table logarithmique est publiée en 1844 par Koide Chōjūrō.
Dans son « Traité sur l'algèbre Tenzan », les problèmes mathématiques sont classés par ordre de difficultés croissantes. Le texte présente une méthode pour trouver la longueur d'une circonférence et la longueur d'un arc d'une ellipse. Il s'agit de la première apparition de problèmes relatifs aux ellipses parmi les livres imprimés au Japon.

## Ouvrages (sélection)
- 1795 - Shinsen Tetsujutsu[2]
- 1802 - Kaiujutsu-keima (Considérations sur la théorie du polygone)[2]
- 1803 - Rippō-eijiku, Procédé de recherche de racine cubique[4]
- 1810 -  Tenzan Shinan-roku (點竄指南錄?) OCLC 22057236896, Treatise on Tenzan Algebra[7]
- 1812 - Kwanki-kodo-shōhō, mesure des arcs sphériques et des tables trigonométriques[10]
- 1816 - Kairo Anshin-roku (海路安心錄?) OCLC 122810576, théorie de la navigation appliquée à l'astronomie sphérique de l'Occident[6]

## Source de la traduction
- (en) Cet article est partiellement ou en totalité issu de l’article de Wikipédia en anglais intitulé « Sakabe Kōhan » (voir la liste des auteurs).